# تحرير الموصل
تحرير الموصل هو مصطلح يُستخدم للإشارة إلى العمليات العسكرية التي بدأها الجيش العراقي وقوات الحشد الشعبي في أكتوبر 2016 بهدف استعادة مدينة الموصل من قبضة تنظيم الدولة الإسلامية (داعش). استمرت العمليات حتى إعلان رئيس الوزراء العراقي حيدر العبادي في 10 يوليو 2017. تحرير المدينة بشكل رسمي. تعتبر معركة الموصل (2016–17) واحدة من أكبر المعارك التي خاضتها القوات العراقية ضد داعش في العراق، حيث شهدت المدينة قتالًا عنيفًا وأضرارًا كبيرة في البنية التحتية، بالإضافة إلى معاناة للمدنيين خلال فترة النزاع بحسب ما ذكرته منظمة هيومن رايتس ووتش.
انتقدت المنظمة الحقوقية أيضاً ما وصفته عمليات تصفية واعتقالات وجرائم حرب قامت بها القوات الحكومية وقوات موالية لها حدثت منذ بداية المعارك لاستعادة السيطرة على الموصل.

## خلفية
الموصل، ثاني أكبر مدن العراق، هي عاصمة محافظة نينوى في شمال غربي العراق وتحيط بالمدينة الأشورية القديمة في نينوى. كانت المدينة واحدة من «المدن المستنيرة» في الشرق الأوسط التي تستضيف واحدة من أكبر المراكز التعليمية والبحثية في العراق والمنطقة، كما تضم مباني قديمة يعود تاريخها إلى القرن الثالث عشر مثل المسجد الكبير والمسجد الأحمر والمزارات الإسلامية والعديد من الكنائس بالإضافة إلى الأضرحة.
وقد لعبت الموصل دورا رئيسيا في داعش ليصبح تهديدا مشروعا في المنطقة واستقطاب المجندين من الخارج. وكان في نفس المدينة في يوليو 2014، عندما قدّم زعيم تنظيم الدولة الإسلامية في العراق والشام أبو بكر البغدادي مظهرا عاما نادرا ليعلن «خلافة» الجماعة في العراق وسوريا في موقع مسجد النوري الكبير.
وقد انخفض عدد السكان الأصليين البالغ 2.5 مليون نسمة إلى نحو 1.5 مليون نسمة بعد عامين من حكم تنظيم الدولة الإسلامية، كانت المدينة في وقت واحد متنوعة للغاية، مع الأقليات العرقية بما في ذلك الأرمن واليزيديين والآشوريين والتركمان والشبك، وجميعهم عانوا ولا يزالون يعانون إلى حد كبير في ظل الدولة الإسلامية. شهدت الموصل فترة سابقة من التطرف السني في الأيام الأخيرة من صدام حسين. وكانت المدينة آخر معاقل لتنظيم داعش في العراق، وتم الترويج للهجوم المتوقع من قبل الجيش العراقي والقوات المتحالفة لاستعادة المدينة باعتباره «أم جميع المعارك». على مدى الأشهر القليلة الماضية، قتل داعش مئات الذين حاولوا الفرار من المدينة في محاولة لردع الآخرين من القيام بنفس الشيء.
بدأت الدفعة الحالية لاستعادة الموصل في أكتوبر الماضي عندما بدأت القوات الموالية للحكومة - من قوات الامن العراقية إلى مقاتلي البيشمركة وقوات الحشد الشعبي في التجمع بالقرب من المدينة. حيث إن رئيس الوزراء العراقي نفى أن يكون للقوات الأجنبية دور في تحرير المدينة.
وبعد ثمانية أشهر من الحرب الحضرية الصعبة، استولت القوات العسكرية العراقية في 29 يونيو على مسجد الموصل في قلب المدينة الشمالية الاستراتيجية التي أعلنتها داعش عاصمة بحكم الأمر الواقع.

## المعركة
وكان لا يزال يتم الإبلاغ عن القتال في جزء من المدينة الشمالية على نهر دجلة بعد إعلان رئيس الوزراء العراقي. يقول جين عراف من الموصل: «إنهم الآن في حي واحد، حيث تقاتل الجيوب الأخيرة من مقاتلي داعش بشدة، إنها حقا موقفهم الأخير». وأضاف «إن المشكلة هي أن هناك مدنيين بينهم ما لا يقل عن 2000 مدني.»
وأوضح ضباط في الجيش العراقي أن المسلحين احتشدوا في منطقة متقلصة حيث لجأوا إلى إرسال انتحاريين من بين آلاف المدنيين الذين خرجوا من ساحة المعركة وأصيبوا بسوء التغذية والخوف. كما تسبب الصراع في خسائر فادحة على قوات الأمن العراقية. وفي الوقت نفسه، احتفل الشعب العراقي بتحرير مدينة الموصل المحاصرة في العاصمة بغداد مساء الأحد. وفي وقت سابق يوم الأحد، قال العميد يحيى رسول المتحدث باسم قيادة العمليات المشتركة العراقية لشبكة التلفزيون العراقية التي تديرها الدولة إن جنودا من عملية تحرير نينوى قتلوا 30 مسلحا كانوا يحاولون الفرار بالسباحة عبر نهر دجلة.
واستمرت الاشتباكات في 18 يوليو، حيث قتل مدني في معركة نارية في البلدة القديمة بالقرب من نهر دجلة.

### إعلان النصر
وصل رئيس الوزراء العراقي حيدر العبادي إلى الموصل اليوم الأحد وهنأ المقاتلين والشعب العراقي على انتصارهم على تنظيم داعش بعد تسعة أشهر من الحرب في المناطق الحضرية. وتعتبر الهزيمة في المدينة ضربة كبيرة لتنظيم داعش الذي يخسر أيضا قاعدة عملياته في مدينة الرقة السورية من حيث خطط لهجمات عالمية. وأظهر التلفزيون الحكومي في وقت لاحق أن العبادي يقوم بجولة في الموصل سيرا على الأقدام إلى جانب ثاني أكبر مدينة في العراق. ولا يزال من الممكن الاستماع إلى الضربات الجوية وتبادل إطلاق النار في الشوارع الضيقة في البلدة القديمة، حيث قامت الجماعة الإرهابية بموقفها الأخير ضد القوات العراقية. إن استعادة الموصل ستشكل نهاية فعالة لداعش في العراق.

### البيان الرسمي
جاء إعلان النصر رسميا بعد يوم واحد كجزء من بيان حيدر العبادي الذي بثه التلفزيون الرسمي يوم الاثنين. وأعلن من هنا النهاية والفشل وانهيار الإرهاب ودولة الباطل الإرهابية والتي أعلن عنها داعش الإرهابي من الموصل. كان ذلك بسبب جبهة الأمة العراقية الموحدة والتضحية بأننا نحتفل الآن بالانتصار على داعش. هذا هو النصر على الظلام والإرهاب.
وأكد رئيس مجلس الوزراء العراقي أن الأمة العراقية باتت الآن أكثر توحدا من أي وقت مضى، فأنا أشيد بآية الله العظمى علي الحسيني السيستاني وفتواه التاريخية، داعيا جميع المواطنين العراقيين للدفاع عن بلادهم، كما أشيد بجميع المقاتلين والجنود العراقيين الذين لعبوا دورا في هذه المعركة وأسر الشهداء ". واكد العبادي ان الجنود العراقيين هم القوة الوحيدة على الأرض ولم يكن هناك أجانب متورطون في تحرير الموصل.

## بعد المعركة
وقال مكتب العبادي أنه بعد الإعلان أعلن إن الجنود ما زالوا يتعاملون مع المتفجرات والالغام في المدينة. وقال رئيس الوزراء إن المسؤولين سيعملون حاليا على استعادة الخدمات والبنى التحتية، مؤكدا أهمية السماح للسكان بالعودة إلى الحياة الطبيعية.
أعلنت المفوضية العليا للاجئين التابعة للأمم المتحدة يوم الاثنين إن الأمر قد يستغرق عدة أشهر قبل أن يتمكن المدنيون من العودة إلى ديارهم. وقالت المفوضية في بيان لها "من المحتمل ان يبقى الاف الاشخاص في النزوح منذ أشهر". وأشارت المفوضية العليا للاجئين التابعة للأمم المتحدة إلى ان "الكثيرين ليس لديهم ما يعودون إليه بسبب الأضرار الكبيرة التي لحقت بهم خلال النزاع، في حين سيتعين إعادة بناء أو إصلاح الخدمات الأساسية مثل المياه والكهرباء والأبنية التحتية الرئيسية الأخرى بما فيها المدارس والمستشفيات". "كما أصدرت ثمانية وعشرون مجموعة من منظمات الإغاثة العاملة في العراق بيانا دعت فيه إلى دعم دولي لإعادة إعمار الموصل وحثت السلطات العراقية على عدم الضغط على المدنيين للعودة.
واعتبارا من 13 يوليو / تموز، بدأ سكان الموصل بالعودة إلى المدينة بحثا عن جثث أقاربهم وأصدقائهم الذين سقطوا ضحايا لإرهاب تنظيم الدولة الإسلامية، بعد أيام من إعلان العراق رسميا عن تحرير المدينة. وطبقا لتقرير لوكالة فرانس برس فإن السكان المشردين يحاولون عبور حواجز الطرق للعودة إلى أحياءهم لكن الوصول إلى مدينة الموصل القديمة ما زال شبه مستحيل حيث تستمر عمليات إزالة الألغام.
في 17 يوليو، استمرت الاشتباكات في مدينة الموصل القديمة. قتل جندي عراقي وجرح آخر في حي شهوان، مع تدمير أربعة أنفاق داعش، مع استمرار عمليات التطهير.

### احتفال
ووفقا لمصادر عراقية، تخطط السلطات الحكومية أسبوعا من البهجة في جميع أنحاء البلاد بعد الإعلان الرسمي عن النصر في الموصل. وبينما كان الجيش العراقي يزيل ما تبقى من قوات داعش، احتفل الشعب العراقي بتحرير مدينة الموصل المحاصرة في العاصمة بغداد مساء يوم الأحد.
في 15 يوليو، احتفل العراق بتحرير الموصل بعرض عسكري حضره رئيس الوزراء العراقي حيدر العبادي. الجيش والشرطة والمقاتلين من وحدات الحشد الشعبي، في عرض في العاصمة بغداد.

## الانتقادات

### قتل الأبرياء
في شهر أيار سنة 2024 قال رئيس هيئة أركان الجيش الأميركي سابقا مارك ميلي معلقاً على أحداث حرب 7 أكتوبر "قبل أن نتبرأ جميعا بشأن ما تفعله إسرائيل، وأنا أشعر بالفزع تجاه موت الأبرياء في غزة، لكن لا ينبغي لنا أن ننسى أننا نحن الولايات المتحدة قتلنا الكثير من الأبرياء في الموصل (العراق)، وفي الرقة (سوريا)".

## ردود الأفعال الدولية
بعد انتصار العراق على داعش، قال الأمين العام لحركة المقاومة اللبنانية لحزب الله أن الولايات المتحدة خلقت إرهابيي داعش وأعطت الدول الإقليمية الضوء الأخضر لتمويل ودعم الجماعة التكفيرية المسلحة.
وقال الجنرال قاسم سليماني قائد فيلق القدس التابعة لحرس الثورة الإسلامية في طهران يوم الاثنين أن الإنسانية تدين إلى حد كبير بالدولتين العراقية والسورية لانتصاراتها في مكافحة الإرهاب. وأضاف الجنرال سليماني أن "الذين اعتقدوا بأنها (صراعات في العراق وسوريا) هي الفتنة التي تنطوي على الشيعة والسنة وأن إيران ستستسلم، واجهوا أنفسُهم حوادث فظيعة. كما أشاد بالسلطات الدينية العراقية، ولا سيما رجل الدين الشيعي الكبير آية الله علي السيستاني، على القيام بدور قيادي في تشكيل وحدات الحشد الشعبي المعروفة أيضا باسم حشد الشعبي، والتي أسفرت عن انتصارات متتالية ضد داعش واستعادة الموصل.
بعث رئيس أركان القوات المسلحة الإيرانية اللواء محمد باقري ووزير الدفاع العميد حسين دهقان برسائل تهنئة إلى كبار المسؤولين العسكريين العراقيين. في رسالته إلى رئيس الوزراء العراقي، وصف رئيس أركان القوات المسلحة الإيرانية اللواء باقري تحرير الموصل مظهرا من مظاهر الوحدة الوطنية والمقاومة، معربا عن ثقته في أن التعاون الوثيق بين القوات المسلحة من إيران والعراق سوف يحبط المؤامرات من قبل "السلطات المهيمنة عبر الإقليمية وأعداء المجتمع الإسلامي". وفي الرسالة الموجهة إلى هادي العامري، أشاد الجنرال الإيراني الكبير بتحرير الموصل نتيجة "أعمال التفاني التاريخية" التي قامت بها قوات الحشد الشعبي، مؤكدا على الحاجة إلى خطط للحفاظ على وحدات الحشد الشعبي وتعزيزها من أجل مستقبل العراق. وفي رسالة أخرى إلى وزير الدفاع العراقي قال القائد الإيراني أن العملية في الموصل تمثل انتصارا كبيرا ضد الإرهابيين التكفيريين والنظام الصهيونى الإسرائيلى والأنظمة الرجعية الإقليمية. من جهة أخرى، هنأ وزير الدفاع الإيراني العميد حسين دهقان نظيره العراقي هادي العامري على تحرير الموصل. وقال دهقان "إن هذا الانتصار العظيم الذي أحبط مؤامرات الولايات المتحدة والنظام الصهيوني المغتصب في العراق سيؤدي إلى هزيمة كاملة لاستراتيجية الحرب بالوكالة التي تشنها الهيمنة في المنطقة ان شاء الله.

## الإعمار والنازحين

صورة مكتب رئيس وزراء العراق في مقر لجنة إعمار مدينة الموصل، حين زار المكتب مصطفى الكاظمي يوم 16 آب 2021

مصطفى الكاظمي واضعاً حجر الأساس لمحطة قطار الموصل مساء 16 آب 2021

وُعدَ النازحون بتمكين العودة إلى ديارهم، غيرَ أن بعضهم لم يتمكن من العودة حتى سنة 2021، وقالت صحيفة الغارديان البريطانية إن "ما لا يقل عن 400 ألف عراقي فروا من داعش ويعيشون في مخيمات النزوح المنتشرة في انحاء البلاد، ممنوعون من العودة إلى ديارهم، أو غير مستعدين لمحاولة ذلك. ومعظمهم من العراقيين السنة، وأنشئت لجنة لإعمار الموصل في عهد حكومة مصطفى الكاظمي إذ لا تزال مؤسسات كثيرة مهدمة. وبدأ إعمار مطار الموصل بعد 3 سنوات من استعادة الموصل، وفي كانون الثاني سنة 2021 أُعلنَ عن توقيع مذكرة بين سلطة الطيران المدني العراقية وشركة فرنسية، تتضمن إعداد دارسة كاملة لإعمار المطار. وفي 16 آب سنة 2021 وضع مصطفى الكاظمي حجر أساس إعمار قطار الموصل، ودعا المهجّرين إلى العودة.